# Buchberg bei Ilz
Buchberg bei Ilz ist eine Ortschaft und eine Katastralgemeinde in der Marktgemeinde Ilz in der Steiermark.

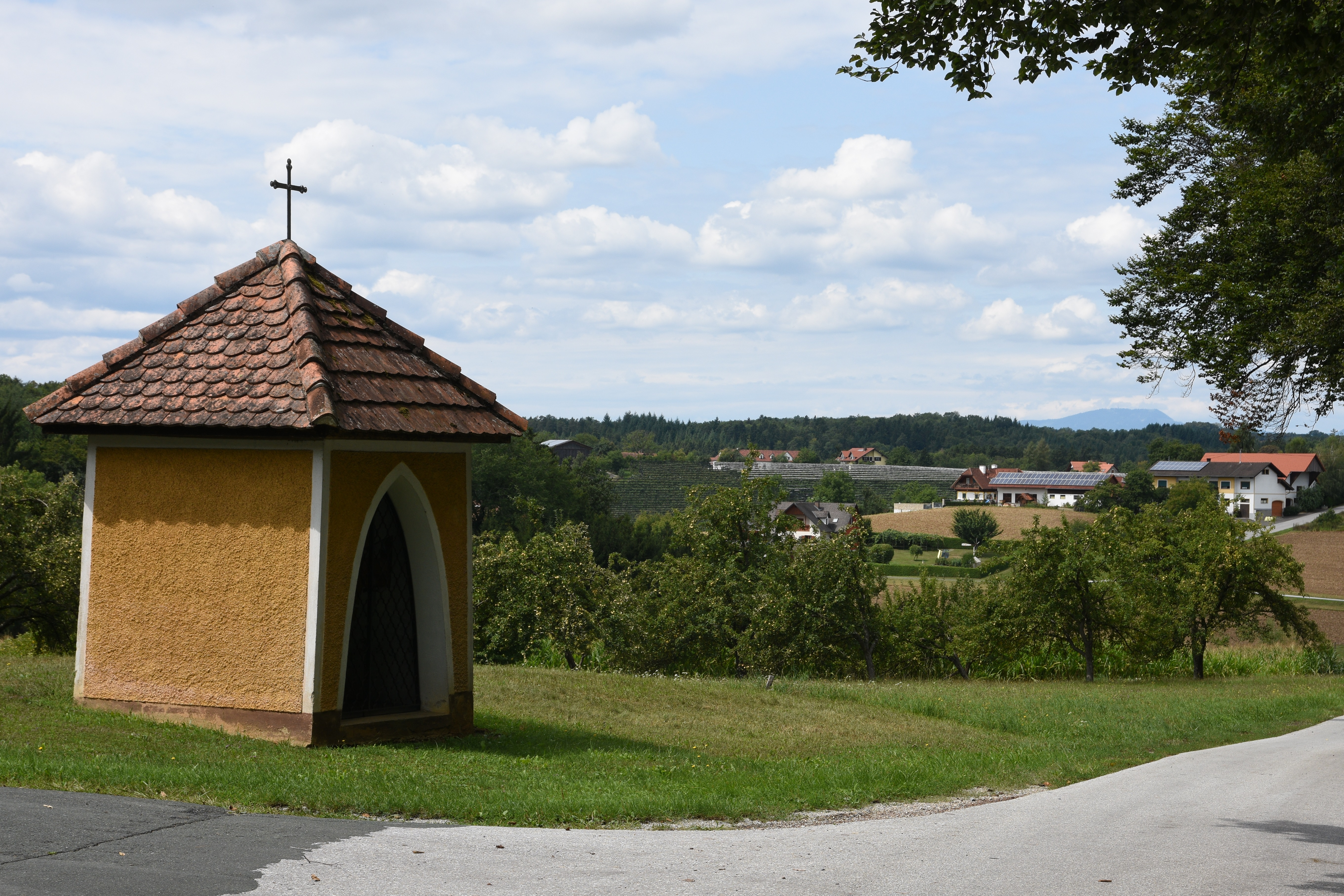
Buchberg bei Ilz

Buchberg liegt nördlich von Ilz im Zwickel zwischen dem Ilztal und dem Feistritztal. Obwohl Buchberg näher an der Feistritz liegt, ist es nur von der kleineren Ilz aus erreichbar. Der Ort ist landwirtschaftlich geprägt und bekannt für den Anbau von Kirschen. Die Katastralgemeinde trägt den Namen Buchberg.
Mit 1. Jänner 1968 wurden die Gemeinden Buchberg bei Ilz, Ilz, Kalsdorf bei Ilz, Kleegraben, Mutzenfeld, Neudorf bei Ilz und Reigersberg zur Gemeinde Ilz  zusammengelegt.